# Noel Beresford-Peirse
Sir Noel Monson de la Poer Beresford-Peirse KBE, CB, DSO (* 22. Dezember 1887; † 14. Januar 1953) war ein britischer Generalleutnant.

## Leben
Beresford-Peirse war der Sohn von Oberst William John de la Poer Beresford-Peirse. Er besuchte die Schule in Berkshire. Seine militärische Laufbahn begann an der Royal Military Academy in Sandhurst.
Er war dreimal verheiratet. Seine zweite Frau starb ein Jahr nach der Heirat.
Beresford-Peirse ging 1907 als Artillerist zur British Army. 
Beresford-Peirse diente im Ersten Weltkrieg in  Mesopotamien, Frankreich und Belgien. 1918 wurde er für seine Verdienste in den Distinguished Service Order aufgenommen.
Nach dem Ersten Weltkrieg, bis 1929, war er als Artillerist der British Army in Frankreich. In Großbritannien übernahm er administrative und personelle Aufgaben bis 1935.
Am Anfang des Zweiten Weltkriegs war Beresford-Peirce Kommandeur der 4. indischen Infanteriedivision, welche in Ägypten stationiert war. Mit dieser Division kämpfte er bei der Operation Compass in Nordafrika im Dezember 1940 mit, anschließend vom Sudan aus im Ostafrikafeldzug.
Im März 1941 wurde er als Knight Commander des Order of the British Empire geadelt und am 14. April 1941 wurden ihm die Truppen der Western Desert Force unterstellt, welche später in XIII Corps umbenannt wurden. Sein Nachfolger war Generalleutnant Alfred Reade Godwin-Austen. Von Oktober 1941 bis April 1942 befehligte er die britischen Streitkräfte im Sudan und danach erhielt er das Kommando über das in Burma eingesetzte XV. Corps.
Beresford-Peirse war nach dem Zweiten Weltkrieg Versorgungsgeneral in Indien. Am 13. Juni 1947 ging er in den Ruhestand.